# 원광대학교 전주한방병원
원광대학교 전주한방병원(圓光大學校 全州韓方病院)은 전북특별자치도 전주시 덕진구에 위치한다. 원광대학교 한의과대학 부속 한방병원이다.

## 같이 보기
- 원광대학교
- 원광대학교병원
- 한의과대학